# Актал
Актал (рос. Актал) — село Кош-Агацького району Республіка Алтай Росії. Входить до складу Казахського сільського поселення.
Населення — 7 осіб (2015 рік).